# Aida Álvarez
Aída M. Álvarez (sinh năm 1950) là một nữ doanh nhân và chính trị gia người Puerto Rico. Bà là người phụ nữ Latina đầu tiên giữ vị trí Nội các Hoa Kỳ, với tư cách là Quản trị viên của Cơ quan Quản lý Doanh nghiệp Nhỏ, trong nhiệm kỳ tổng thống của Bill Clinton.

## Những năm đầu
Alvarez sinh ra ở Aguadilla, Puerto Rico trong một gia đình có phương tiện kinh tế khiêm tốn, nhưng bất chấp khó khăn luôn khuyến khích cô theo đuổi ước mơ. Sau khi bà nhận được giáo dục tiểu học ở Puerto Rico, gia đình bà chuyển đến thành phố New York với hy vọng cải thiện tình hình kinh tế của họ. Tại New York, bà học trung học và tham gia một chương trình có tên là "ASPIRA". "ASPIRA" được thành lập bởi Tiến sĩ Antonia Pantoja và đã giúp đỡ những trẻ em có hoàn cảnh khó khăn, đặc biệt là các bé gái, có được các kỹ năng lãnh đạo và kiến thức cần thiết để vào đại học.
Álvarez nộp đơn và được chấp nhận tại Radcliffe College của Đại học Harvard, nơi năm 1971, bà có bằng Cử nhân Nghệ thuật, tốt nghiệp cum laude. Trong những năm sinh viên của bà, nhiều người đã hỗ trợ bà.

## Nhà báo củatờ New York Post
Álvarez bắt đầu sự nghiệp với tư cách là một nhà báo cho tờ New York Post và giành được "Giải thưởng Trang nhất". Sau đó, bà trở thành phóng viên tin tức và neo cho Truyền hình Metromedia (Kênh Năm) cũng ở New York. Năm 1982, bà đã giành được giải thưởng Associated Press for Excellence và bà đã được đề cử giải Emmy cho báo cáo về các hoạt động du kích ở El Salvador.
Álvarez mạo hiểm vào kinh doanh ngân hàng bằng cách trở thành một chủ ngân hàng đầu tư tại First Boston Corporation và tại Bear Stearns. Là một công chức, bà đã dành hai năm tại NYC Health and Hospitals Corp. Bà cũng là ủy viên của Ủy ban sửa đổi Hiến chương thành phố New York và là thành viên của Ủy ban bổ nhiệm của Thị trưởng (NYC). Vào tháng 6 năm 1993, Álvarez được bổ nhiệm làm Giám đốc Văn phòng Giám sát Doanh nghiệp Nhà ở Liên bang. Bà đã tạo ra một chương trình giám sát an toàn tài chính và lành mạnh cho Fannie Mae và Freddie Mac.

## Cuộc sống cá nhân
Alvarez kết hôn với Raymond Baxter, Phó chủ tịch cấp cao tại Kaiser Permanente. Họ có hai cô con gái.